# STRG F
STRG_F (uttal Steuerung F) är ett tysk reportageformat som Norddeutscher Rundfunk producerar för Funk-mediasortimentet och publicerar det också på YouTube. Politiskt eller socialt relevanta ämnen behandlas för en målgrupp mellan 14 och 29 år. I januari 2020 var chefredaktören Dietmar Schiffermüller, som samtidigt ledde redaktionen för tidningen Panorama. Redaktionen består av Salome Zadegan, Lutz Ackermann och författarna Patrizia Schlosser, Tobias Zwior, Christian Deker, Alena Jabarine, Nino Seidel, Barbara Schmickler, Han-Ul Park och Carla Reveland.

## Namn mening
Namnet STRG_F hänvisar till tangentkombinationen kontrollknappen + F (Ctrl + F), som kan användas för att utlösa en sökning i dokumentet eller sökfunktionen i Microsoft och Linux-system med tyska tangentbordslayouter i ett grafiskt användargränssnitt. Detta är avsett att hänvisa till det utredande och forskningsorienterade sättet att arbeta med formatet.

## Awards
- 2018: Deutscher Wirtschaftsfilmpreis från BMWi: Kategori "Ekonomi väl förklarat" för CFD-Trading: Wer sind die YouTube-Typen, die dich reich machen wollen?
- 2018: Juliane-Bartel-Preis: Andra plats för Was Pornos mit uns machen[5]
- 2019: Goldene Kamera Digital Award : Kategori "Best of Information"[6]
- 2019: Medieprojektpris från Otto Brenner Foundation[7]
- 2020: Grimme Online Award för redigering, författarskap och implementering. transparente, professionelle Rechercheprozesse und ein hervorragendes Gespür für interessante und herausfordernde Themen (Genomskinliga, professionella forskningsprocesser och en utmärkt känsla för intressanta och utmanande ämnen belyses).[8]